# Shahrestān-e Malekshāhī
Shahrestān-e Malekshāhī (persiska: شهرستان ملکشاهی, ملکشاهی) är en delprovins (shahrestan) i Iran.   Den ligger i provinsen Ilam, i den västra delen av landet, 500 km sydväst om huvudstaden Teheran. Administrativ huvudort är Arkavaz.
Delprovinsen hade 21 138 invånare 2016.